# 비시바시
《비시바시》(일본어: ビシバシ, Bishi Bashi)는 일본의 게임 회사 코나미에서 제작한 아케이드 게임 시리즈로, 세가의 탄트~R과 같이 여러 가지 미니게임으로 이루어져 있다.
대한민국 내 유통은 슈퍼는 옥산전자(현.안다미로)에서 담당하였으며, 하이퍼부터는 유니아나(구.유니코전자)에서 담당하고 있다.

## 시리즈 일람
메인 시리즈
- 비시바시 챔프
- 슈퍼 비시바시 챔프
- 하이퍼 비시바시 챔프
- 그레이트 비시바시 챔프
- 비시바시 챔프 온라인
- 더★비시바시
- 비시바시 채널

외전
- 핸들 챔프
- 아니메 챔프
- 샐러리맨 챔프

이식판

## 주요 미니게임
- 공터에서 발견한 UFO!
- 컴백 다루마 빼내기!
- 지금이다! 여기서 대탈주!
- 이 손가락 몇개? 알아 맞춰봐!
- 주사위가 주사위로 주사위 던지기!
- 하이퍼 파이던지기 선수권!
- 오른쪽! 왼쪽! 한가운데!
- 달려라, 달려! 천재 스트라이커
- 우리들은 도전한다! 햄버거 달인
- 잡아서 휙휙 던져버리기
- 바니걸이 점프한다! 상어점프!
- 춤춰서 가발을 부풀려라!